# Warszawski Instytut Technologiczny
Sieć Badawcza Łukasiewicz – Warszawski Instytut Technologiczny (Ł-WIT) – powstały z połączenia Instytutem Mechanizacji Budownictwa i Górnictwa Skalnego oraz Instytutem Mechaniki Precyzyjnej. Od 1 stycznia 2023 należy do Sieci Badawczej Łukasiewicz.
Placówka świadczy usługi badawcze, inżynierskie, projektowe i szkoleniowe w zakresie nowych technologii w budownictwie i gospodarce odpadami, mechanizacji i automatyzacji procesów produkcyjnych, bezpieczeństwa mienia, a także eksploatacji maszyn i urządzeń. Specjalizuje się również w procesach galwanotechnicznych, obróbce cieplnej i cieplno-chemicznej oraz zabezpieczeniach antykorozyjnych. Wspiera też przedsiębiorstwa w realizacji innowacyjnych projektów w obszarze zrównoważonego rozwoju, finansowanych z programów polskich i europejskich. Zakres działania:
- Laboratoria akredytowane:
  - Laboratorium Surowców i Wyrobów Budowlanych
  - Laboratorium Materiałów Budowlanych „Izolacja”
  - Laboratorium Maszyn i Konstrukcji
  - Laboratorium Właściwości Powłok
  - Laboratorium Bezpieczeństwa Mienia
  - Laboratorium Właściwości Mechanicznych Materiałów
- Centrum Egzaminowania Operatorów
- Uznawanie kwalifikacji zawodowych
- Budownictwo
- Konstrukcje Tymczasowe
- Certyfikacja
- Obróbka Metali i Stopów
- Maszyny Robocze i Automatyzacja Produkcji
- Kursy i Szkolenia – kształcenie kadr
- Szkolenia Specjalistyczne
- Technologie Galwanotechniczne
- Korozja i Powłoki Ochronne
- Zrównoważona Gospodarka Surowcami i Wyrobami
- Oceny Techniczne
- Enterprise Europe Network
- Branżowy Punkt Kontaktowy
- Wydawnictwa
- Patenty